# Агич, Ясмин
Ясмин Агич (хорв. Jasmin Agić; род. 26 декабря 1974, Пула, Истрийская жупания) — хорватский футболист, игравший на позиции полузащитника.
Ясмин Агич начинал карьеру футболиста в клубе «Риека». 16 октября 1993 года он дебютировал в хорватской Первой лиге, выйдя в основном составе в домашнем поединке против «Дубровника». 28 февраля 1999 года Агич забил свой первый гол в чемпионате Хорватии, открыв счёт в домашней игре с «Задаркомерцем».
Летом 2000 года Агич перешёл в загребское «Динамо», а с начала 2005 года был игроком корейского клуба «Инчхон Юнайтед». Летом 2006 года он вернулся в «Динамо», а первую половину 2007 года провёл за австрийский «Пашинг». Заканчивал карьеру футболиста Агич в команде «Кроация» из Сесвете.
10 марта 1999 года Агич дебютировал за сборную Хорватии, заменив на 61-й минуте поединка против Греции Горана Юрича. Всего он сыграл в 14 матчах национальной команды.
13 декабря 2011 года Агич был приговорён к 9 месяцам за участие в договорном матче.

## Личная жизнь
Его жена Саня также родом из Истрии и является дочерью футболиста, легендарного капитана «Риеки», Сречко Юричича. Их свадьба состоялась в 2000 году в городе Опатия, родном для невесты. У пары двое сыновей.